# ダイハツ・ハイゼットジャンボ
ハイゼット ジャンボ（HIJET JUMBO）は、ダイハツ工業で生産されている軽自動車（軽商用車）である。ハイゼットトラックの1グレードとして存在する。（9代目ベース車までは特装グレード扱い）

## 概要
通常の軽トラックはBピラーより後ろを荷台として使用している為、シートは薄く直立になっているなど長距離運転には向かない設計となっている。
軽トラックユーザーが必ずしも荷台全てを使用する訳ではなく、キャビンを後方に伸ばしてルーフを高く（10代目モデルの場合、「エクストラ"SA IIIt"」に比べて後方に270mm伸ばし、全高も90mm高くなっている）して大型化することで、シートバックスペースが確保されると同時にシートにリクライニング機能が付加され、クォーターウインドゥ（サイドウィンドウ）が追加されている。また、9代目以降は荷台前面パネルに空間を設けることで長尺物の積載も可能にしている。
ハイゼットジャンボは1983年に登場し、6代目、7代目ではハイゼットトラックのトップグレード扱いとなっていた。軽トラックに室内の広さと快適性を求めるユーザーから支持を得ている。
8代目では一旦消滅したが、9代目で再登場。当初は非カタログモデル扱いとなっていたが、2004年12月の大規模マイナーチェンジを機に再びカタログモデルに昇格した。10代目では2021年12月のマイナーチェンジまではカタログモデルにおける最上級モデルとして扱われ、マイナーチェンジ後はジャンボ自体にグレードが設定され2グレード体制となっている。
2012年4月には富士重工業（現・SUBARU）へOEM供給も行われるようになり、同社ではサンバートラックの1モデルとして「グランドキャブ」が販売されている一方、同社の完全親会社であるトヨタ自動車へは2011年12月よりピクシストラックとしてOEM供給はされているものの、同じOEMのサンバートラックと大きく異なり、ほぼ農業・水産業の各従事者を対象とした標準キャブ専用のラインアップに特化しているため、ハイゼットジャンボ相当のモデルやハイルーフ、パネルバンやローダンプ等の特装車は販売当初から一切設定されていない。

## 歴史

### 6代目ハイゼット（1983年-1986年・S65P系）

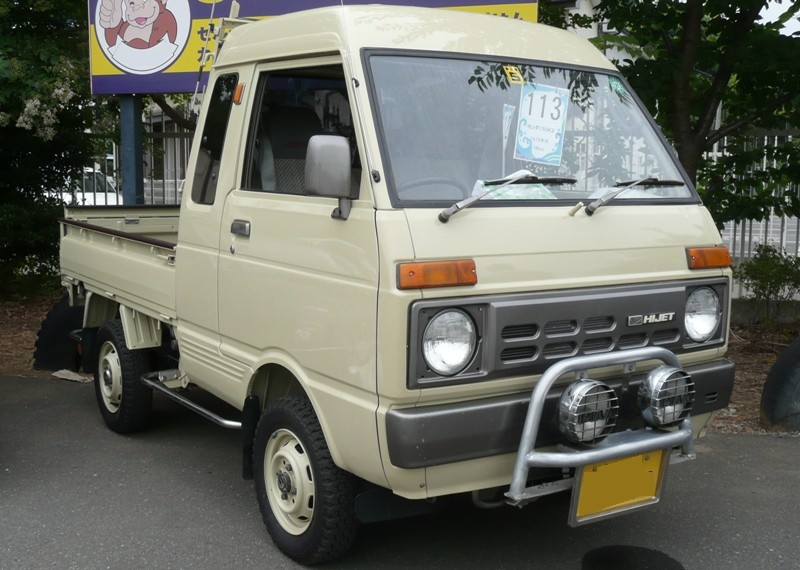
6代目（S66P）

1983年に登場した。ハイゼットトラックのトップグレードとして5MT、4WD、専用カラーを装備したグレードがある。アトレーのトラック版を意識し、トラックとしては珍しくドレスアップ用オプションパーツが豊富にラインアップされていた。その風貌から「まゆげ」と愛好家に親しまれた。
延長部のサイドウィンドウは開閉可能な構造となっており、エアコン非搭載車両の車内空調に役立っている（エアコンはオプション設定）。

### 7代目ハイゼット（1986年-1990年・S80P系、1990年-1994年・S82P系）

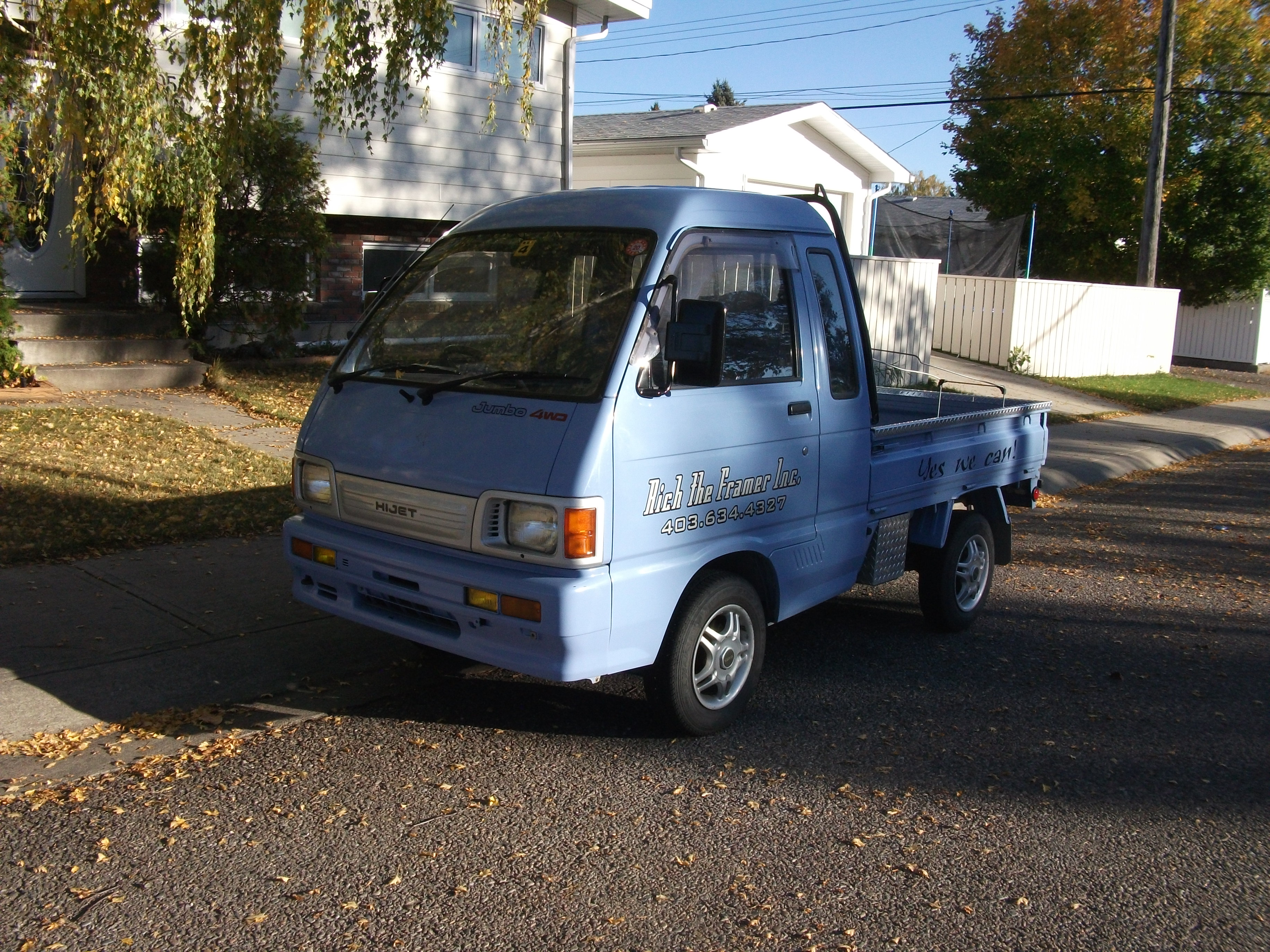
7代目（S83P）

1986年にフルモデルチェンジが行われた。ハイゼットトラックのトップグレードとして、5MT搭載グレードが存在している。オプション類はドレスアップ用のパーツ類が多く、アトレーと共用可能なものもあった。延長部のサイドウィンドウは固定式とされた一方で、リアウィンドウが開閉可能なスライド式となっている。
1992年のマイナーチェンジで2WD、4WDに関わらずフロントディスクブレーキが標準装備化され、2WD車もタイヤが12インチ化。これに伴い赤色の専用ボディカラーは消滅した。

### 8代目ハイゼット（1997年-1998年・S100P系）
1994年のモデルチェンジと同時に姿を消したが、1997年にスーパージャンボとして特装車に追加された。販売期間は実質およそ1年間と歴代ジャンボとしては最も短命であったため、見かけることが滅多にない。特装車扱いの為、ベース車両は「スペシャル」である。
キャビン延長は歴代モデルで一番長く、エンジンのサービスホールは室内にある。延長部にサイドウィンドウが無いため、左後方の視界が悪い。

### 9代目ハイゼット（1999年-2007年・S200P系、2007年-2014年・S201P系）

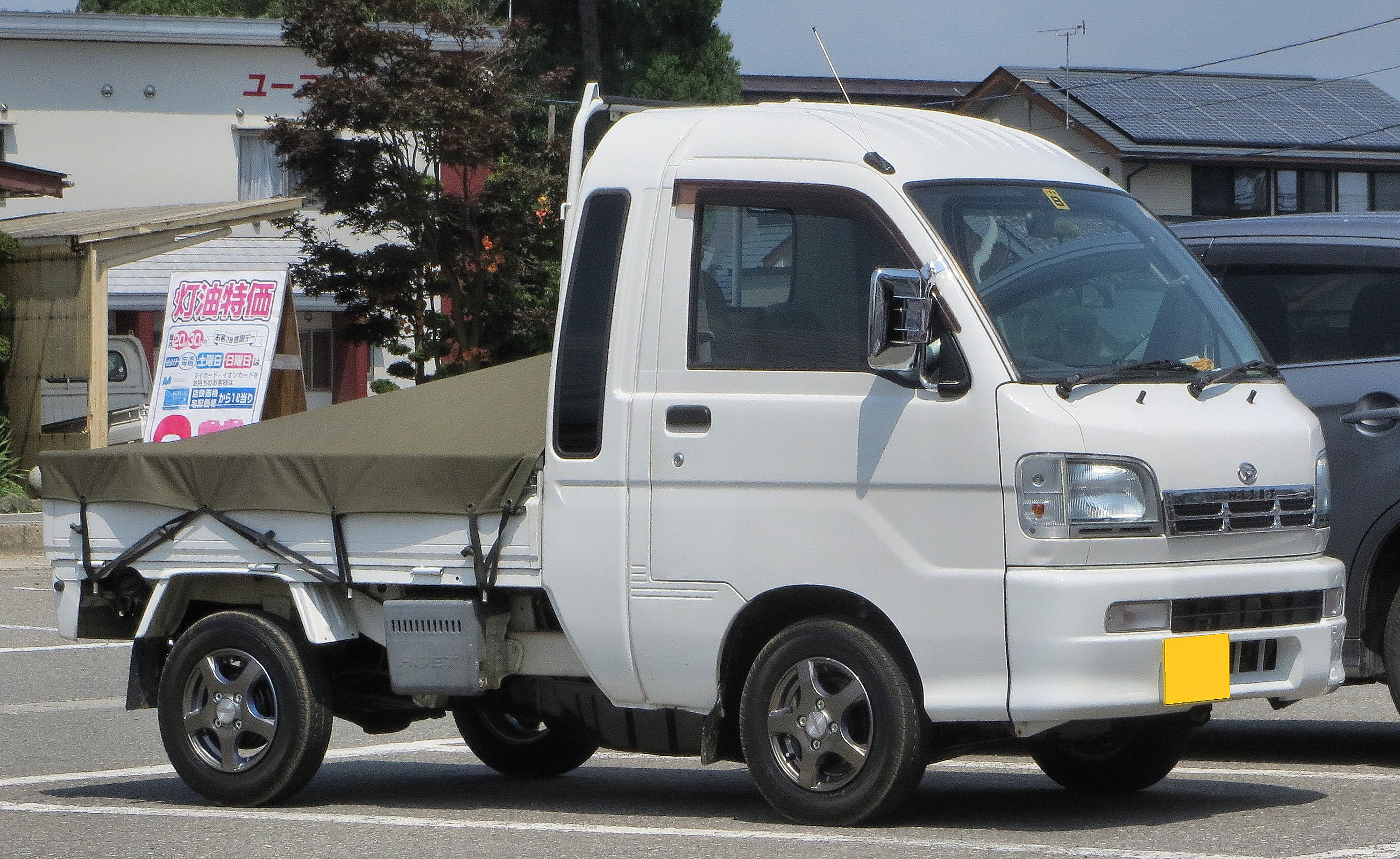
9代目・2001年1月改良型（S210P）

1999年1月に登場した。キャビンの延長量は歴代ハイゼットでは控えめであり、8代目では採用されなかったサイドウィンドウが、縦長で防犯機能を兼ねてスモーク化されたクォーターウインドゥとして復活。また、荷台前面パネルにスペースが設けられたことで、8代目までは不可能だった180cmの長尺物の積載が可能となった。その代わりにシートを調節して足を伸ばすというジャンボの魅力が損なわれた。
ベース車両は「スペシャル」であるため、5MTモデルでは出力の低いEF-SE型3気筒SOHC6バルブエンジンしか選択できなかった。
2000年2月にトラックの一部改良に伴いフロントバンパーのカラード化および油圧式パワーステアリング、バッテリカバー、間欠式2スピードワイパーが標準装備化された。
2001年1月にトラックの一部改良に伴いAT車に樹脂製エンジンアンダーカバーが標準装備化され、4WD車全車にメーカーオプションで13インチラジアルタイヤ（145R13 LT 6PR）／ホイールが選択可能となった。またガードフレームのロープフック形状の見直しとリアゲート部にもロープフックを追加したことで荷役性を向上し、ホイールハウス上部の形状を改良し乗降性も向上された。
2002年1月にトラックの一部改良に伴いマニュアルエアコンが標準装備化された。
2003年6月にトラックの一部改良に伴い液晶式オドメーター&トリップメーター付電子式アナログメーターが標準装備。
2004年12月にトラックのマイナーチェンジに伴い外観と内装インパネのマイナーチェンジを実施した。ファブリックシート、パワーウィンドウ、キーレスエントリーの標準装備化が行なわれている。
2006年12月にトラックの一部改良（仕様変更扱い）に伴い2007年1月から施行される側面、および下面の視認性に関する法規に対応するため、助手席側サイドアンダーミラー付ドアミラーを標準装備化。これに伴い、デュアルSRSエアバッグをメーカーオプション設定し安全性を向上。
2007年12月にトラックのマイナーチェンジに伴い新開発のKF-VE型3気筒DOHC12バルブエンジンに差し替えとなり、特に5MT車の最高出力と最大トルクが大幅に向上した。
2011年12月1日に一部改良。新たに運転席エアバッグを標準装備とする。また、専用車体色「パールホワイトIII」、トラック標準仕様の「エクストラ」と同じメッキグリルや荷台作業灯を装備した特別仕様車「ジャンボ"Limited"」を発売。これに伴いトラックの一部改良同様、車体色の「オフホワイト」が「ホワイト」に再び変更され、バッテリーカバーの「HIJET」ロゴのレリーフの廃止、および4WD車の後部正面アオリの「4WD」ロゴのデカールの貼付が廃止された。
2012年4月2日、富士重工業にスバル・サンバーの「グランドキャブ」としてOEM供給を開始。
2012年12月17日に一部改良（仕様変更扱い）。2013年1月から施行される灯火器及び反射器等に関する法規に対応するため後方反射板を追加装備し、夜間の荷役作業時や乗降時の安全性を向上。併せて、JC08モード燃費に対応した。

### 10代目ハイゼット（2014年-・S500P系）

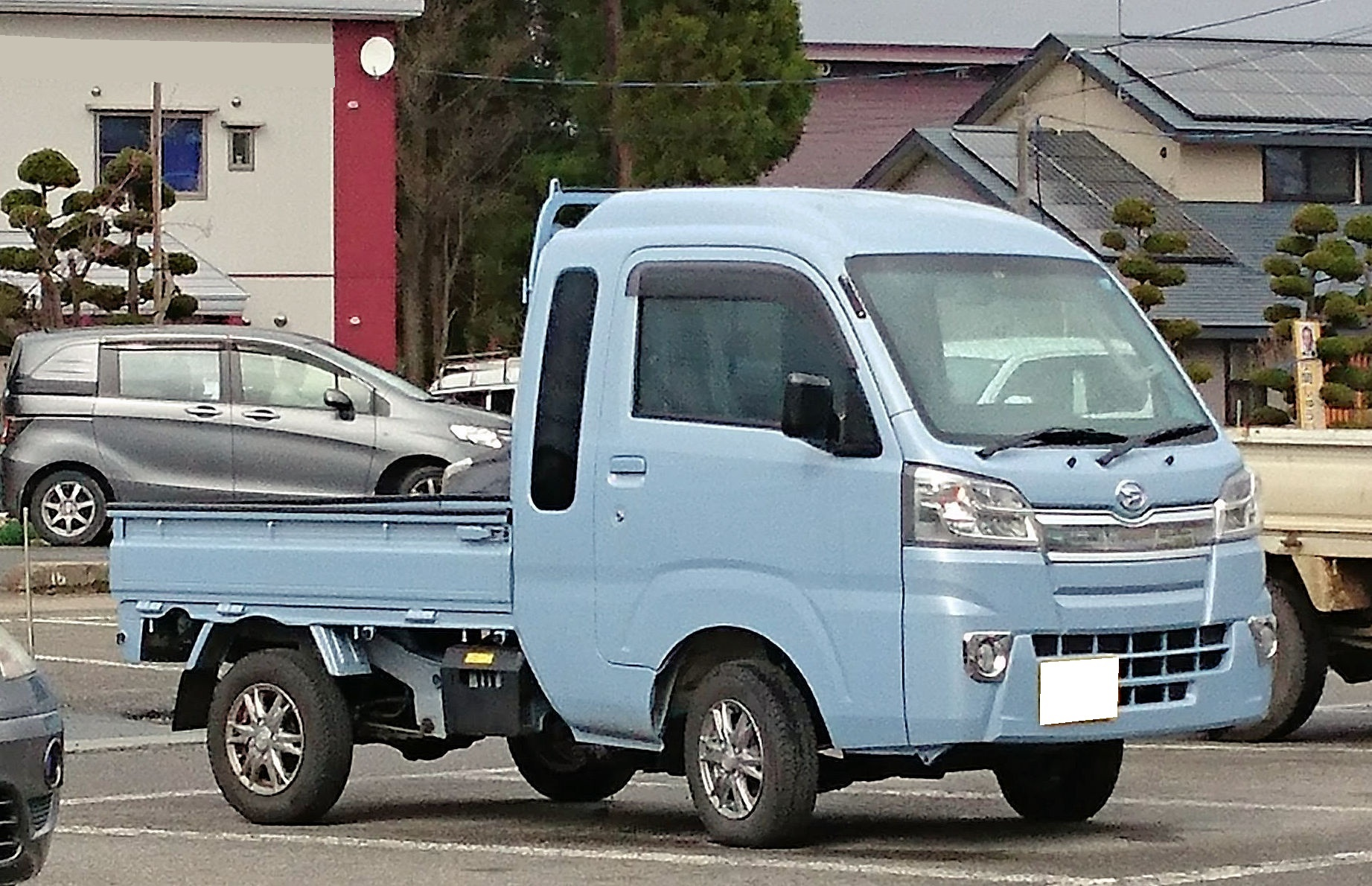
10代目（S510P）
2017年一部改良モデル

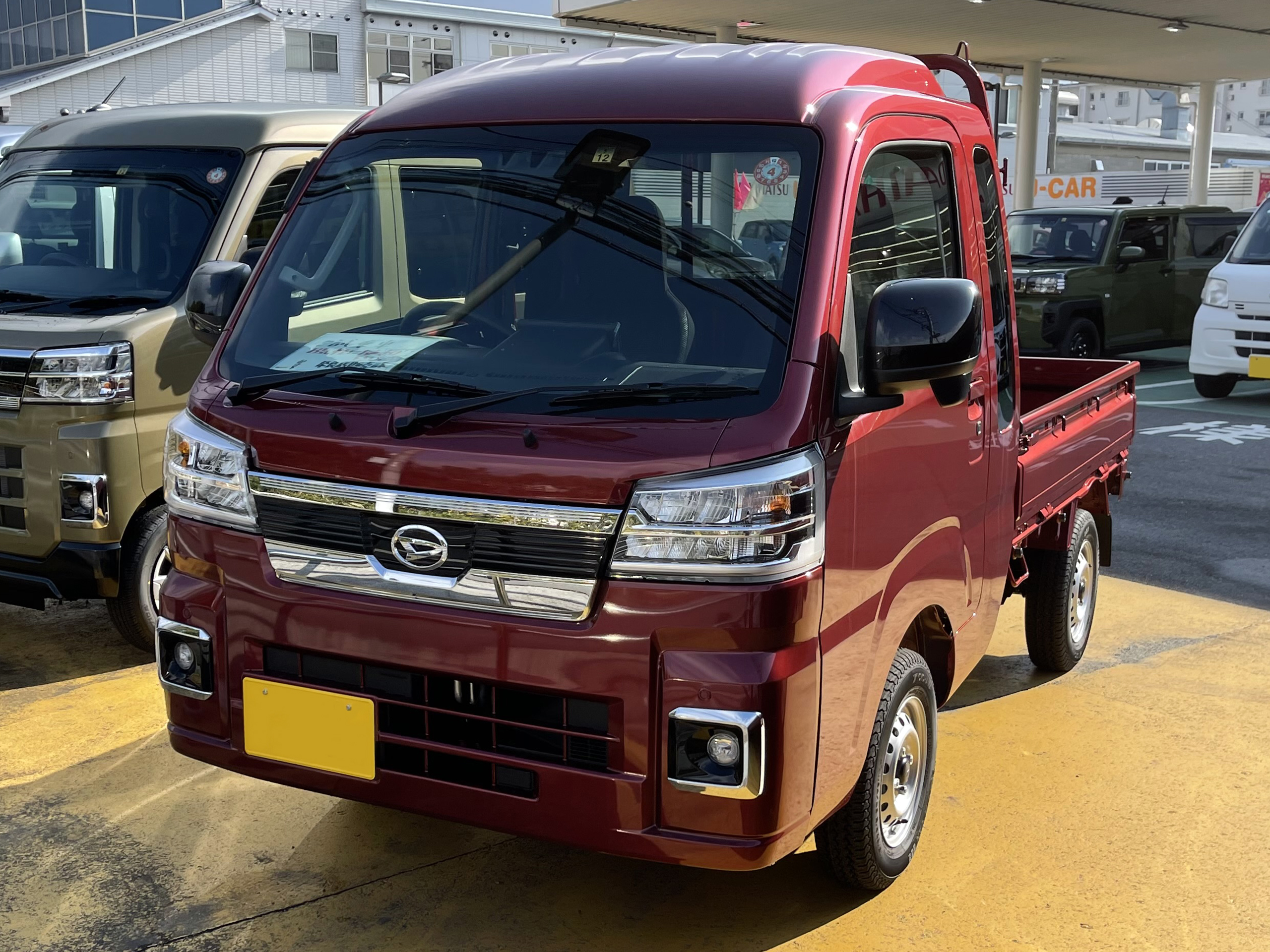
10代目（S500P）
ジャンボエクストラ
2021年12月マイナーチェンジモデル

2014年9月中旬より販売開始。前述の通り、このモデルから特装車扱いからカタロググレードの最上級モデル扱いに移行した。助手席にもエアバッグが標準装備されたほか、セットオプションの設定も可能となり、「選べるカラーパック」または「農業女子パック」を選択すると、標準色の「ホワイト」を加えた8色のボディカラーが選択できる。また、燃費性能の向上により平成27年度燃費基準を達成し、AT車はOEMを除く現行販売軽トラック唯一の4ATに多段化した。
2014年10月14日、先代同様富士重工業にスバル・サンバーの「グランドキャブ」としてOEM供給を開始。
2014年12月22日、2WDの5MT車に新セットオプション「エコパック」を追加設定。リアデファレンシャルギアをハイギア化し、MTに副変速機（エコ・楽モード切替機構）を追加したことで、20.4km/L（JC08モード燃費、平成27年度燃費基準+10%達成）の低燃費と静かな走行を実現。また、車両を停止し、クラッチペダルを踏み込んだ状態で副変速機のトランスフォーレバーをLoに切り替えることで「エコパック」非装備の状態で走行することも可能となっている。
2015年10月28日、トラックの誕生55周年を記念した特別仕様車「55th Anniversary ゴールドエディション」を発売。外観はフロントグリルをゴールドメッキに、アウタードアミラーをブラックに、アウタードアハンドルをボディ同色にそれぞれ変更し、12インチフルホイールキャップ、トップシェイドガラス、専用Anniversaryエンブレム（フロントドア、テールゲート）を特別装備。さらに、フォグランプベゼルをメッキからゴールドに変更し、インテグレートCD・AM/FM付ステレオにゴールドのカラープレートを装着した。ボディカラーは通常オプション設定の「選べるカラーパック」と同じ8色展開だが、同パック設定色のうち、「ブルーマイカメタリック」と「オフビートカーキメタリック」を非設定にする代わりに、本仕様車専用色として「アーバンナイトブルークリスタルメタリック（オプションカラー）」と「マスカットグリーンメタリック」を追加している。
2016年10月3日、一部改良。メーカーオプション「選べるカラーパック」が一部仕様変更され、特別仕様車「55th Anniversary ゴールドエディション」専用色として設定されていた「アーバンナイトブルークリスタルメタリック（オプションカラー）」と「マスカットグリーンメタリック」が追加されたほか、カラードドアアウターハンドルをボディ同色に、カラードドアミラーをブラック塗装にそれぞれ変更。インテグレートCD・AM/FM付ステレオを省く代わりに、シルバー加飾のオーディオ/ヒーターコントロールクラスターが追加された。
2017年11月13日、一部改良。軽トラック初となるLEDヘッドランプを標準装備したほか、ABSも標準装備。リア牽引フックの取り付け構造とT字フック（ガードフレーム）が追加された。ボディカラーも入れ替えが行われ、「選べるカラーパック」専用色は「アーバンナイトブルークリスタルメタリック」と「マスカットグリーンメタリック」を廃止する替わりに、「ファインミントメタリック」を追加。「ブライトシルバーメタリック」は標準設定色に格上げした。なお、「エコパック」は設定グレードの整理に伴い、「ジャンボ」での設定が廃止された。
2018年5月14日、一部改良。軽トラック初となる衝突回避支援システム「スマートアシストIIIt」をはじめ、VSC&TRC、エマージェンシーストップシグナル、ヒルホールドシステム（AT車のみ）、IR&UVカットガラス（フロントウィンドゥ）、トップシェイドガラス、運転席バニティミラーを装備した「ジャンボ"SA IIIt"」が追加された。そのほか、フォグランプがLED化され、併せてフォグランプベゼルの意匠も変更された。一部のパック内容も見直され、「選べるカラーパック」にはIR&UVカットガラス（フロントウィンドゥ）、「農業女子パック」にはトップシェイドガラスがそれぞれ追加された（パックへの装備追加は「ジャンボ」のみで、「ジャンボ"SA IIIt"」は前述のとおり標準装備である）。なお、この一部改良に伴い、CMキャラクターに梅沢冨美男と増田明美を起用した。
2020年8月27日、一部改良。オートライトが標準装備されたほか、「ジャンボ"SA IIIt"」はバックソナーも標準装備され、AT車は誤発進抑制制御機能が後方にも対応した。また、WLTCモードによる燃料消費率並びに排出ガスに対応したが、燃料消費率がWLTCモードに移行したことによって燃費基準未達成となり、従来リアウィンドウ右下に装着されていた「燃費基準達成車」ステッカーが装着されなくなった。
2021年12月20日、マイナーチェンジ。AT車をCVTに変更するとともに、4WD・CVT車は3モード切替機能を備えた電子制御式4WDを採用。従来4WD・MT車のみだったスーパーデフロックを4WD・CVT車にも設定された。「スマアシ」は"IIIt"から次世代型へ変更され、衝突回避支援ブレーキ機能・衝突警報機能の強化や車線逸脱抑制制御機能、路側逸脱警報機能、ふらつき警報、標識認識機能（進入禁止/一時停止）を追加。誤発進抑制機能はブレーキ制御付となり、MT車にも拡大して標準装備された。前席頭上にはオーバーヘッドシェルフが追加された。グレード体系は「スマアシ」の標準化に伴って既存グレードを集約して「ジャンボ エクストラ（マイナーチェンジ前の「ジャンボ("SA Ⅲt"含む)」に相当）」に改名するとともに、ドアアウターハンドルとドアミラーを材着に、ヘッドランプをマルチリフレクターハロゲンに、ステアリングホイールをメッキオーナメントなしのウレタンに、エアフィルターをクリーンにそれぞれグレードダウンし、メッキフロントグリル・ドアポケット・バニティミラー（運転席）を省き、一部の装備をパックオプション設定とし、助手席キーシリンダーとAM/FMラジオを標準装備した普及グレードの「ジャンボ スタンダード」を新設して2グレードとなった。ボディカラーはパックオプションの「選べるカラーパック」専用色で変更となり、既存色をオフビートカーキメタリック、トニコオレンジメタリック、ブラックマイカメタリックの3色に絞り、新色のアイスグリーンを追加。さらに、「ジャンボ エクストラ」では専用色として赤系のファイアークォーツレッドメタリックも設定され、全5色となった。なお、荷台右側に装着されているロゴデカールは車名ロゴの下に「JUMBO」が表記されたジャンボ専用仕様となった。
2022年1月13日、マイナーチェンジモデルのうち「ジャンボ エクストラ」をベースとしたモデルをSUBARUにスバル・サンバーの「グランドキャブ」としてOEM供給を開始。「カラーパック」はCVTのみの設定となるほか、アイスグリーンはサンバーでは設定されていない。

## 競合車種
1982年、ホンダ・アクティにビッグキャブが追加。登場はハイゼットジャンボより早かった。10cmほど伸ばされたキャビンに幅5cmほどのサイドウィンドウが装備されたが、中途半端さが弱点となり、1988年のフルモデルチェンジと同時に消滅した。
2002年に三菱・ミニキャブにスーパーキャブが追加（後にOEM供給の日産・クリッパーにもキングキャブとして設定された）。ハイゼットとの差別化を図るために屋根をロールーフとしたが、室内の広さを求めるユーザーにマッチしておらず、さらにミニキャブの方が高価な為シェア争いではハイゼットの約1割に留まっていた。2014年のフルモデルチェンジで自社生産から撤退したため消滅した。
2018年にスズキ・キャリイの派生車種「スーパーキャリイ」が発売され、2020年8月時点で生産中の車種におけるライバル車種となっている。なお、キャリイのOEM車種であるマツダ・スクラム、三菱・ミニキャブ、日産・NT100クリッパーには設定されていない。